# 江熊要一
江熊 要一（えぐま よういち、1924年7月29日 - 1974年1月27日）は、日本の精神科医。生活臨床の創始者。群馬大学助教授。

## 経歴
1924年東京に生まれる。群馬大学医学部卒業。
佐久総合病院で始めた療法が注目され、台弘教授がいた群馬大学に助教授として迎えられる。
1958年、群馬大学より医学博士の学位を取得、論文の題は「精神分裂病患者で試みた脳髓アレルギー性侵襲の臨床的研究 」。
1974年1月の新人医師の結婚披露宴で来賓祝辞をスピーチ中、心筋梗塞で倒れ急死する。享年51（満49歳）。

## 諸評価
- 生活臨床と地域精神衛生
- 中沢正夫「江熊助教授の講義に感銘を受けて精神科を目指した」[4]
- 立岩真也「江熊の文章がそんな（台弘が評したような、群馬人特有な言葉の荒さを持つ文章）であることは確かだ」[5]

## 論文・著書

### 論文
- 生活臨床概説 その理解のために[6]

### 著書

#### 共著
- 分裂病の生活臨床 台弘編[7] （創造出版）